# Ștefan Agopian
Ștefan Agopian (Bukarest, 1947. június 16. –) kortárs román prózaíró, publicista.

## Élete
Ștefan és Maria Agopian fiaként született. A bukaresti Iulia Hașdeu liceumában végzett. A Bukaresti Egyetemen kémiát tanult. 1970-ben debütált a Luceafărul folyóiratban. Jelenleg szerkesztő az Academia Cațavencu humoros tematikájú újságnál és segít a 24-FUN szerkesztésében.

## Kiadott művei
- Ziua mâniei (1979)
- Tache de catifea, regény (1981)
- Tobit, regény (1983)
- Manualul întâmplărilor, elbeszélések (1984)
- Sara, regény (1987)
- Însemnări din Sodoma, elbeszélések (1993)
- Republica pe eșafod, színmű (2000)
- Fric, regény (2003)
- Tache de catifea, regény (2004)

## Fordítás
- Ez a szócikk részben vagy egészben  a(z)   Ștefan Agopian című román Wikipédia-szócikk ezen változatának fordításán alapul.  Az eredeti cikk szerkesztőit annak laptörténete sorolja fel. Ez a jelzés csupán a megfogalmazás eredetét és a szerzői jogokat jelzi, nem szolgál a cikkben szereplő információk forrásmegjelöléseként.